# Antonio Pollaiuolo
Antonio del Pollaiuolo (født ca. 1432, død 4. februar 1498) var en italiensk renæssancekunstner, som arbejdede som maler, billedhugger, gravør og guldsmed. Han er især kendt for sin dynamiske fremstilling af menneskekroppen og detaljerede anatomiske studier, som afspejles i hans kunstværker. Han arbejdede ofte sammen med sin bror, Piero del Pollaiuolo.

## Biografi om Antonio
Antonio blev født i Florens og tog sammen med sine brødre tilnavnet "pollaiuolo" efter deres fars fjerkræhandel. Han var den ældste søn og begyndte sin karriere som guldsmed, før han overgik til maleri. Han trænede muligvis hos Andrea del Castagno eller Domenico Veneziano.
Antonio og hans bror Piero arbejdede tæt sammen, ofte med adskilte værksteder. De udførte anatomiske undersøgelser for at forbedre deres forståelse af menneskekroppen, hvilket var sjældent i renæssancen.
I 1459 åbnede Antonio sit eget værksted som både guldsmed og maler. I 1464 underskrev han en lejekontrakt i et centralt beliggende hus i Firenze, hvor han fortsatte sin karriere. I 1466 indtrådte han i silkearbejdernes laug og blev gift i 1469. I 1472 købte han og hans brødre et hus til udlejning.
Antonio havde en succesfuld karriere i Firenze, men hans arbejde for pavelige gravmonumenter, herunder for Pave Sixtus IV i 1484, førte ham til Rom. Efter afslutningen af gravmonumentet for Pave Innocens VIII i 1498 døde han i Rom som en rig mand. Han blev begravet i San Pietro in Vincoli i Rom.
Han havde to døtre, men ingen søn. En nevø arbejdede sammen med ham, men blev senere afvist af Michelangelo for arbejde på Pave Julius II's grav i 1507.

## Malerier mellem brødrene
I de senere år har kunsthistorikere, ledet af Aldo Galli, tilskrevet Piero malerarbejdet af flere værker, som tidligere blev givet til Antonio eller begge brødre. Galli tilskriver kun Antonio de reducerede versioner af de to Herkules' arbejder (Uffizi), freskoen Dansende nøgenfigurer og et tidligt alterstykke med Ophøjelsen af Magdalena.
Der er også blevet peget på, at mindst en af brødrene blev påvirket af landskabsstilen i Tidlig nederlandsk maleri, hvilket revisionistiske forskere mener var Piero. Attribueringer af skulpturværker forbliver uændrede.  
Vasari startede traditionen med at fremhæve Antonios bidrag frem for Pieros, hvilket først blev udfordret i det 20. århundrede, især af kunsthistorikere som Martin Davies. I det 21. århundrede er der blevet rejst en delvis succesfuld udfordring, og nogle museer har ændret deres attribueringer.

## Hovedværker

### Malerier
- Hercules og Antaeus
- Ophøjelsen af Magdalena
- Kardinal af Portugals altertavle, ca. 1466, af Piero ifølge Galli
- Hercules og Deianira (c. 1470)
- ''Portræt af en ung kvinde'', Museo Poldi Pezzoli, Milan. Måske af Piero.

- Portræt af en ung kvinde (ca. 1465) – Poppeltræpanel, 52,5 × 36,2 cm, Statslige Museer, Berlin
- Martyriet af Sankt Sebastian (1473–1475), sammen med sin bror, - Panel, 292 × 223 cm, Nationalgalleriet, London
- Herkules og Hydraen (ca. 1475) – Tempera på træ, 17 × 12 cm, Uffizierne, Firenze
- Herkules og Antaeus (ca. 1478) – Tempera på træ, 16 × 9 cm, Uffizierne, Firenze
- Herkules og Deianira (ca. 1470) – Olie på lærred, Yale Universitets Kunstgalleri, New Haven
- Ophøjelsen af Magdalena (ca. 1460) – Tempera på panel, Museet for Pala del Pollaiolo, Staggia Senese
- Kardinal af Portugals Altertavle eller Sankt Vincent, Jakob og Eustachius (ca. 1466) – Uffizierne, kopi in situ i San Miniato al Monte, Firenze

### Skulpturer
- Paradeskjold med gips Milone fra Kroton, Louvre
- Buste af en kriger, terrakotta
- Herkules
- Gravmæle for pave Innocens VIII, Pollaiuolos anden pavelige grav
- Herkules
- Portrætbuste af en ung kvinde, malet træ
- Detalje af hans korkkors, 1470'erne, San Lorenzo, Firenze

## Eksterne links
- Wikimedia Commons har flere filer relateret til Antonio del Pollaiuolo
- Leonardo da Vinci, Master Draftsman, udstillingskatalog fuldt tilgængeligt online som PDF fra Metropolitan Museum of Art, som indeholder materiale om Antonio del Pollaiuolo .
- The Gubbio Studiolo and its conservation, bind 1 & 2, fra The Metropolitan Museum of Art Libraries (fuldt tilgængeligt online som PDF), som indeholder materiale om Antonio del Pollaiuolo (se indeks)